# Organicisme arquitectònic

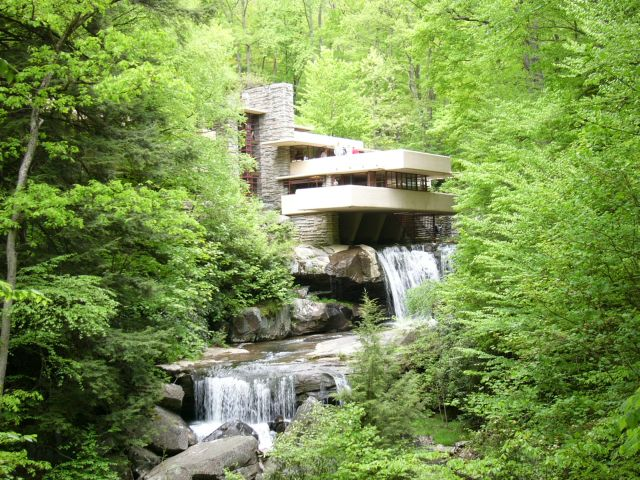
La Casa de la Cascada, obra de Frank Lloyd Wright

L'organicisme arquitectònic és la concepció arquitectònica basada en la convicció que l'art ha d'imitar la natura. Principalment contempla els edificis com organismes que s'han d'adaptar a l'entorn natural immediat que els circumda. Per tant, promou la interrelació entre l'exterior i l'interior, és a dir potencia l'harmonia entre l'hàbitat natural i humà.
Aquest moviment arquitectònic contrasta amb el Funcionalisme, que subordinen la forma d'una construcció a la funció i necessitats d'aquesta.

## Concepte
El segle xix va néixer una preocupació per l'estil, per l'estètica, pel que fa a l'estudi de l'organicisme en el món arquitectònic. Caroline Van Eck distingeix tres versions de l'organicisme:
- l'organicisme tectònic: que considera la naturalesa com un model pels procediments constructius, i la forma ha de representar-se a través de la decoració de l'ornament (cf. Karl Friedrich Schinkel).
- l'organicisme religiós: que contempla la naturalesa com l'obre de Déu, i per tal de sentir l'experiència religiosa en tota la seva plenitud, s'aposta per edificis amb trets de l'arquitectura gòtica (cf. John Ruskin).
- l'organicisme científic: que té com a base l'ús de conceptes biològics com el "tipus" i les condicions de l'espai. Introdueix nous materials per substituir l'ornamentació.

Arquitectes com Viollet-le-Duc, Gottfried Semper, o Sullivan buscaven representar la naturalesa de la pedra, del material, i el seu mètode i comportament més que la forma d'aquesta. Viollet-le-Duc va puntualitzar que l'aspecte a imitar era la unió que presenta la naturalesa, que en arquitectura es materialitza en la construcció: "en pocs mots, la creació és unió; caos, absència d'unió".
Un dels principals difusors del moviment fou Frank Lloyd Wright, deixeble de Sullivan i l'escola de Chicago.
| «                                                        | Per arquitectura orgànica em refereixo a l'arquitectura que desenvolupa la forma des l'interior fins l'exterior en harmonia amb les seves pròpies condicions, i es diferencia d'una que només recau l'atenció en l'exterior. Una construcció orgànica presenta una estructura que creix de la mateixa manera que ho fa una flor al jardí; ambdós es despleguen igual des de l'interior. | » |
| — Frank Lloyd Wright, In the Cause of Architecture, 1914 | |   |

Sullivan descriu el pensament orgànic com el pensament del temps present, ja que solament és en el precís moment present que un realment pot experimentar la sensació de viure, i conseqüentment el present és un moment orgànic, en tant que viu i no és secundari. Doncs, la paraula orgànic fa referència a l'estructura viva, una estructura o concepte on els elements i parts s'han de reconèixer en la forma, per construir una obra integral. Per tant, tant per Sullivan com Wright, un edifici que és integral és un organisme viu.

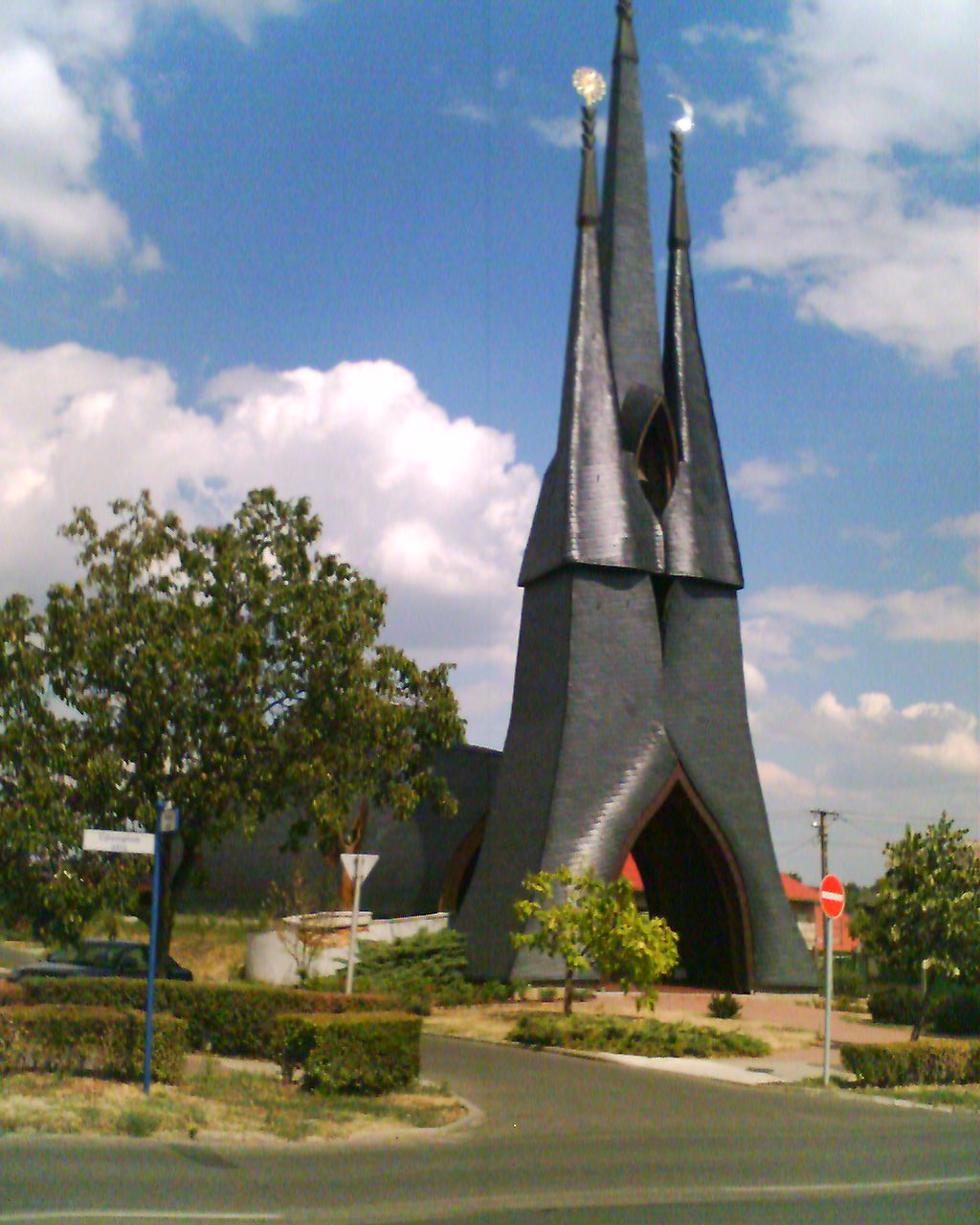
Imre Makovecz autor d'aquesta Església Cristiana, un exemple d'organicisme religiós.

Frank Lloyd Wright va elaborar una sèrie de característiques que reuneixen aquells edificis d'estil orgànic.
- una planta diàfana
- ús de materials locals
- adaptació del lloc a la psicologia del client
- individualitat en cada aspecte o part
- llibertat de l'artista de dotar el seu treball amb un polsim de la seva personalitat

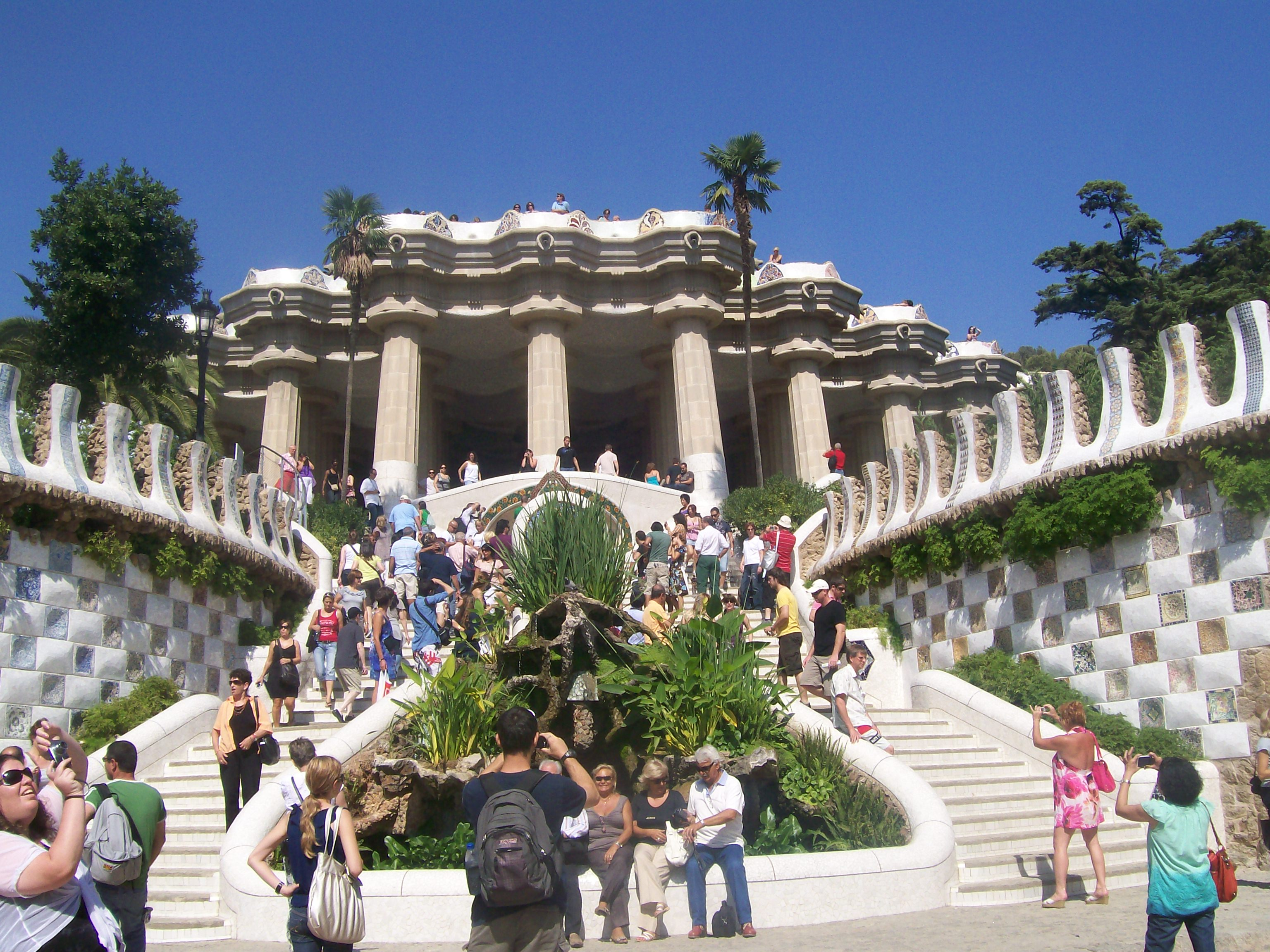
El Parc Güell, un exemple d'arquitectura orgànica a Catalunya.

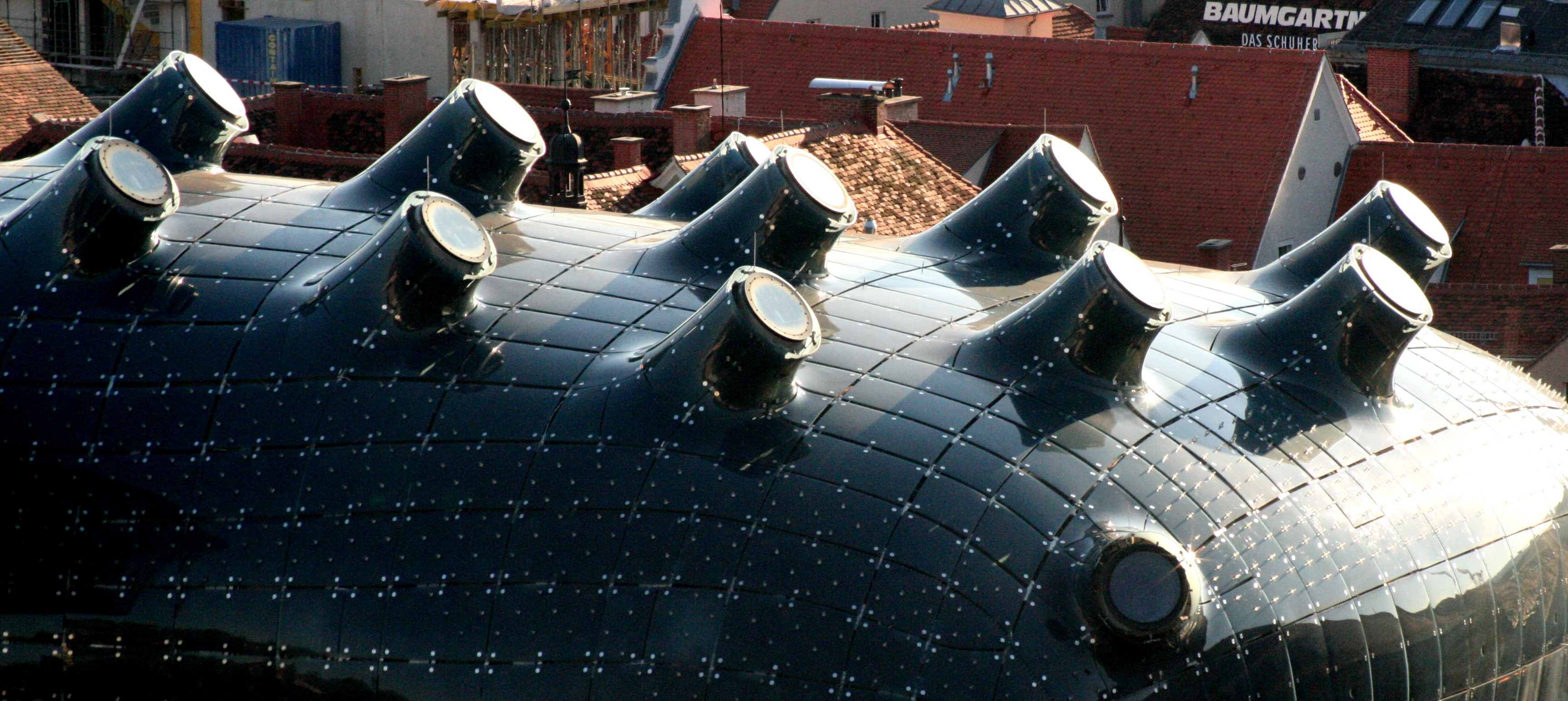
Detalls de Graz Kunsthaus a Àustria

I així mateix n'establí una definició distinta i exhaustiva.
| « | Davant vostre, estic convencent-vos de l'arquitectura orgànica, i afirmo que és l'arquitectura que reuneix l'ideal modern i l'ensenyança tan necessària si volem veure el conjunt de la vida representat, i servir-nos al mateix torn d'aquest conjunt de vida, sense anteposar cap tradició a la gran tradició. No exaltant una forma fixa, sigui passat, present o futur, sinó exaltant les senzilles lleis dels sentit comú - o del súper sentit comú, si així ho prefereixen - que determina la forma per mitja de la naturalesa dels materials, de la naturalesa del propòsit... La forma segueix la funció? Sí, però el és més rellevant és que forma i funció són un sol cos. | » |

David Pearson, un arquitecte i constructor seguidor del corrent orgànic, va expressar un llistat de normes conegudes com la carta de Gaia per l'arquitectura i els dissenys orgànics.
- Inspirar-se en la naturalesa, prioritzant la sostenibilitat i la diversitat
- Deixar, com ho ha un organisme, que creixi l'interior de la llavor
- Existir en el present continu i començar repetides vegades
- Seguir els fluxos, i ésser flexible
- Satisfer les necessitats socials, físiques i de l'esperit
- Créixer fora del lloc, i ser únic
- Celebrar la joventut, així com jugar i sorprendre-la
- Expressar el ritmo de la música i de l'energia de la dansa.[6]

Un altre teòric a destacar és Alvaro Aalto que expressà la necessitat que l'arquitectura se centres en els aspectes psicològics i no solament en els requisits imposats per la funció o la tècnica.

## Seguidors i Exemples
- Frank Lloyd Wright - La Casa de la Cascada
- Peter Cook i Colin Fournier - Kunsthaus Graz, 2003 Graz, Àustria.
- Zaha Hadid - Al Wakrah Stadium, Qatar, Emirats Àrabs.
- Alvar Aalto - Auditorium de la Universitat Politècnica de Hèlsinki, 1966. Otaniemi, Espoo. Finlàndia.
- Louis Sullivan - Harold C. Bradley House, Wisconsin.
- Antoni Gaudí - Parc Güell
- Foster and Partners - The Gherkin, 2003 Londres, Regne Unit.
- Renzo Piano - The Fondation Jérôme Seydoux-Pathé, 2014 Paris, França
- Bruce Goff - Eugene Bavinger House, 1955 Norman, Oklahoma, EUA.
- Rudolf Steiner - Goetheanum
- Friedensreich Hundertwasser - Hot springs, Bad Blumau, Àustria.
- ARTechnic - Oficines ArtTechnic, 2008 Karuizawa, Japó.
- Samuel Flores Flores - Casa de camp a Lujan, 1998 Buenos Aires, Argentina.
- Imre Makovecz - Església Cristiana, 1987 Paks, Hongria.
- Heatherwick Studio - Nanyang Technological University, 2015 Singapur, República de Singapur
- Ivan Taslimson - Aquatecture, 2010 Bali, República d'Indonèsia
- Javier Senosiain - Casa Orgànica, 1985 Naucalpan, Mèxic
- Fariborz Sahba - Temple Lotus, 1986 Nova Deli, Índia.
- Antón Alberts - Amsterdamse Poort, 1986 Amsterdam Zuidoost, Països Baixos.